# Cachopo
El cachopo es un plato característico de la gastronomía de Asturias en España. Consiste en dos filetes de ternera grandes, entre los cuales quedan emparedadas lonchas de jamón serrano y queso. El conjunto se come frito y caliente tras ser empanado en harina, huevo y pan rallado y se suele servir con guarnición de patatas y pimientos.

## Etimología
Según Ángel Pariente, la palabra «cachopo» procede del gallego-portugués, donde cuenta con dos acepciones: muchacho, mozo, joven, criado; y árbol pelado o seco, desprovisto de ramas, cabeza de árbol desmochada. En la lengua asturiana aparece como préstamo del gallego-portugués y se considera un derivado de las acepciones citadas: árbol seco y hueco, y joven, muchacho o cachorro.
El término derivaría del latín cacculus o cacabus o cacabulus, con el significado de recipiente de madera, tronco, hueco y seco. Etimológicamente, «cachopo» podría aplicarse a un utensilio capaz de contener algo en su interior, y esto se relacionaría con el significado del cachopo asturiano: dos filetes de ternera que contienen otros ingredientes en su interior.

## Historia
Las primeras informaciones sobre su autoría proceden de la Guía de la Cocina Asturiana, publicada por Magdalena Alteri en 1981. En ella, se atribuye al restaurante ovetense Pelayo (anteriormente Casa del Rey) como el primer establecimiento que, en 1947, incorporó el cachopo a su carta, bajo la dirección del cocinero Fernando Martín.  Si bien se considera que el cachopo clásico va relleno de jamón serrano y queso, la receta de Fernando Martín sustituía el jamón serrano por espárragos.
Su popularidad comenzó a partir de la década de 1950. Como dice el crítico gastronómico José Ignacio Gracia Noriega, «el cachopo era un plato antiguo y de sobra conocido por la burguesía asturiana de comienzos del siglo XX pero su prestigio definitivo no llega hasta finales de los cincuenta o principios de los sesenta gracias al buen hacer de algunos restaurantes de Oviedo y Grado, fundamentalmente».

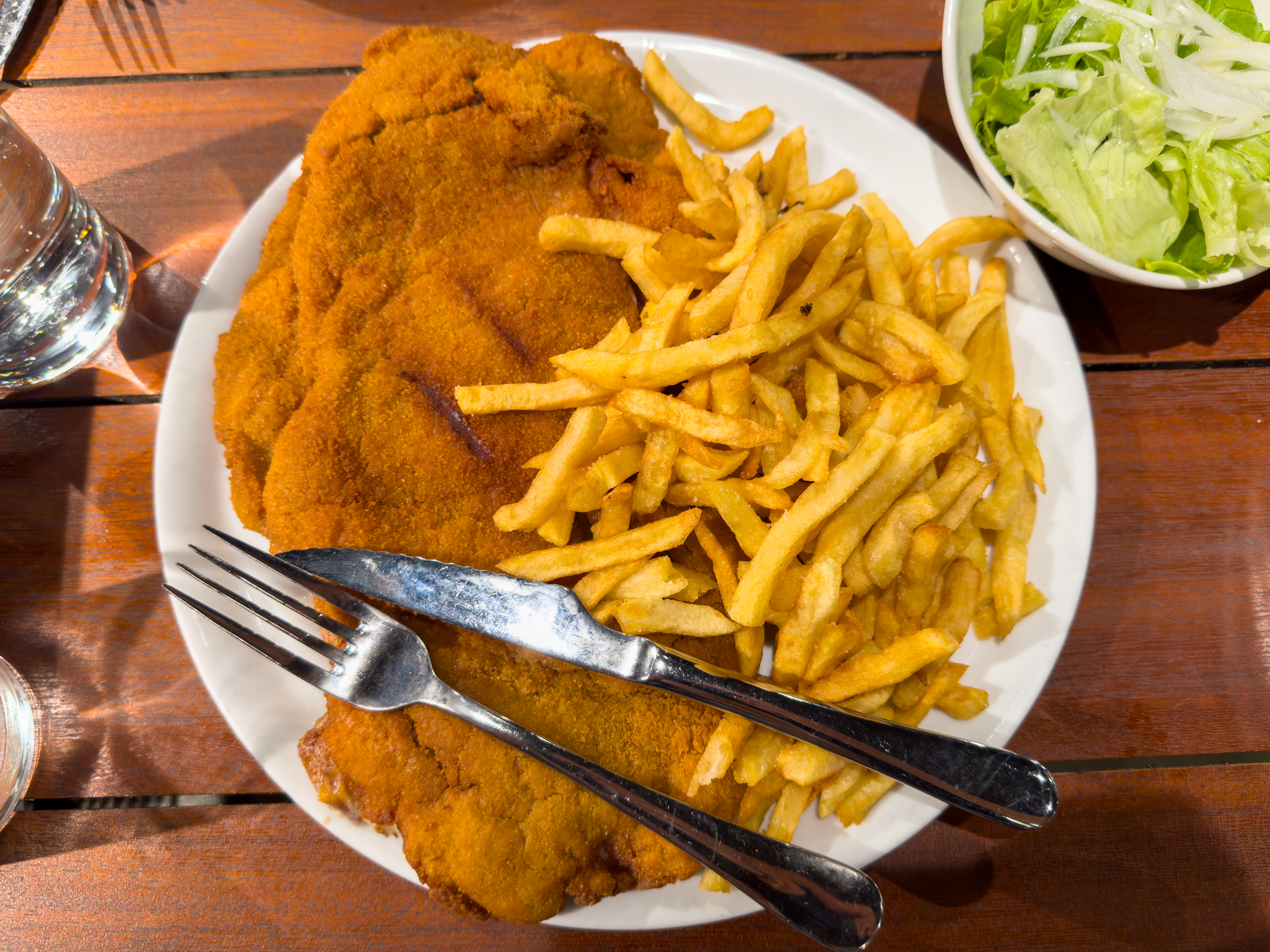
Cachopo

Debido al éxito adquirido por el plato, la receta ha experimentado una evolución, surgiendo multitud de variedades en cuanto a tamaño, presentación, materia prima principal y relleno. Así mismo, el impulso dado por los medios de comunicación ha ayudado a considerarla como seña de identidad de Asturias, convirtiéndola en reclamo turístico. En ese sentido, es habitual la organización de jornadas o meses del cachopo, o concursos de cachopos, como el celebrado por La Guía del Cachopo desde 2012.